# Тејбл Гроув (Илиноис)
Тејбл Гроув (енгл. Table Grove) град је у америчкој савезној држави Илиноис.

## Демографија
По попису из 2010. године број становника је 416, што је 20 (5,1%) становника више него 2000. године.
| Група             | 2000.       | 2010.       |
| Белци             | 394 (99,5%) | 409 (98,3%) |
| Афроамериканци    | 0 (0,0%)    | 0 (0,0%)    |
| Азијати           | 0 (0,0%)    | 1 (0,2%)    |
| Хиспаноамериканци | 0 (0,0%)    | 0 (0,0%)    |
| Укупно            | 396         | 416         |